# 顾康乐
顾康乐（1901年—1999年），名亦恺，字康乐，以字行，男，江苏吴县人，中国给水排水工程专家，曾任第三、四、五届全国人大代表，第五届全国人大常委会委员。